# 22875 Лейнджексон
22875 Лейнджексон (22875 Lanejackson) — астероїд головного поясу, відкритий 8 вересня 1999 року.
Тіссеранів параметр щодо Юпітера — 3,605.